# Dissotis wildei
Dissotis wildei är en tvåhjärtbladig växtart som beskrevs av Jacq.-fel.. Dissotis wildei ingår i släktet Dissotis och familjen Melastomataceae. Inga underarter finns listade i Catalogue of Life.